# プランダル条約 (1776年)
プランダル条約（英語: Treaty of Purandhar）は、1776年3月1日にカルカッタで締結された、マラーター王国のペーシュワー（宰相）とイギリス東インド会社の間の条約。
条約によりイギリスはサルセット島を確保した。

## 背景
1773年8月、マラーター王国の宰相ナーラーヤン・ラーオが暗殺され、叔父のラグナート・ラーオが宰相となった。しかし、ラグナート・ラーオは暗殺の黒幕だという嫌疑を払うことができず、翌年4月に廃された。彼は復権を目指してイギリス東インド会社と接触し、当時のベンガル総督だったウォーレン・ヘースティングズは内紛を介入の好機と見て、1775年3月にスーラト条約を締結した。
サルセットとバセインの周辺領土の割譲を代償に兵員の援助を受けたラグナート・ラーオは第一次マラーター戦争を開始したが、5月18日のアダスの戦いで敗北を喫した。

## 条約の締結
ヘースティングズが「プネーへの進撃は困難」という見通しを示した結果、カルカッタの参事会はスーラト条約を非難した。ヘースティングズはジョン・アップトン中佐をプネーの宰相府に派遣し、1776年3月1日にスーラト条約に代わるプランダル条約を締結した。
条約の内容は、ラグナート・ラーオは年金を受け取る代わりに宰相位への請求を放棄、戦争を終結させるものだった。また、イギリスはスーラト条約で得たサルセット島をそのまま保持した。

## その後
しかし、ラグナート・ラーオは諦めず、今度はフランスと条約を締結した。イギリスはすかさずラグナート・ラーオへの攻撃行動に移り、戦争は継続した。これにより条約の戦争終了に関する条項は無効化されたが、ラグナート・ラーオへの年金およびイギリスへのサルセット島割譲は1782年のサルバイ条約で再確認された。